# 中村歩加
中村 歩加（なかむら あゆか、1998年〈平成10年〉7月28日 - ）は、日本のタレント、配信者、YouTuberであり、女性アイドルグループNGT48の元メンバーである。
新潟県出身。株式会社トラぺジスト所属。

## 略歴
2015年7月25日、NGT48第1期生オーディションに合格。
2018年4月13日、朱鷺メッセにて開催された単独コンサート「NGT48 単独コンサート〜朱鷺は来た！新潟から全国へ!〜」で、正規メンバーの昇格発表がありチームGに所属が発表。
同年5月から6月にかけて投票が実施された『AKB48 53rdシングル 世界選抜総選挙』では64位となり、フューチャーガールズに選出された。
2022年3月22日に行われた「NGT48ゲーム部のGAMEROOM」のSHOWROOM配信で、NGT48を卒業発表。
同年6月22日にNGT48劇場にて卒業公演を行い、同月30日をもってNGT48を卒業。同年12月1日、SHOWROOM配信で株式会社トラぺジスト所属を発表。
2023年4月公開の佐久間宣行のNOBROCK TV「第6回ぶっこみアイドル越え選手権」に出演し、謎の「犬がですか？」現象が起きバズる。同年の10月よりゲーマーなところと競馬好きなことで競走馬育成シミュレーションゲーム『ダービースタリオン マスターズ（ダビマス）』公式動画チャンネルが行うダビマス放送局のMCを務める

## 人物
新潟市出身。好きな食べ物は、らーめん、エビチリ。好きなゲームは、 Splatoon、ウマ娘。Splatoonは6000時間以上プレイしており、ウデマエは最高位のXである。最近はVALORANTを含め幅広いジャンルのゲームをプレイしている。使っているパソコンは、えなこのコラボゲーミングPC。得意なスポーツはテニスで、元テニス部である。

## 出演

### テレビ
- フジテレビONE「競馬魂」(2025年3月22日)
- TBS「ジョシとドラゴン」(2024年7月5日、12日、19日、26日)
- テレビ朝日「見取り図じゃん」(2023年9月25日)
- AbemaTV「ミッドナイト競輪」(2023年8月19日）
- BSよしもと「裏切りマンキーコングのBSゲームスタジオ」(2023年6月4日）

### 雑誌
- 週刊ヤングマガジン(2024/7月/29号)
- 週刊プレイボーイ(2024/1月/6号)
- 週刊ヤングジャンプ(2023/10月/44特大号)

### イベント

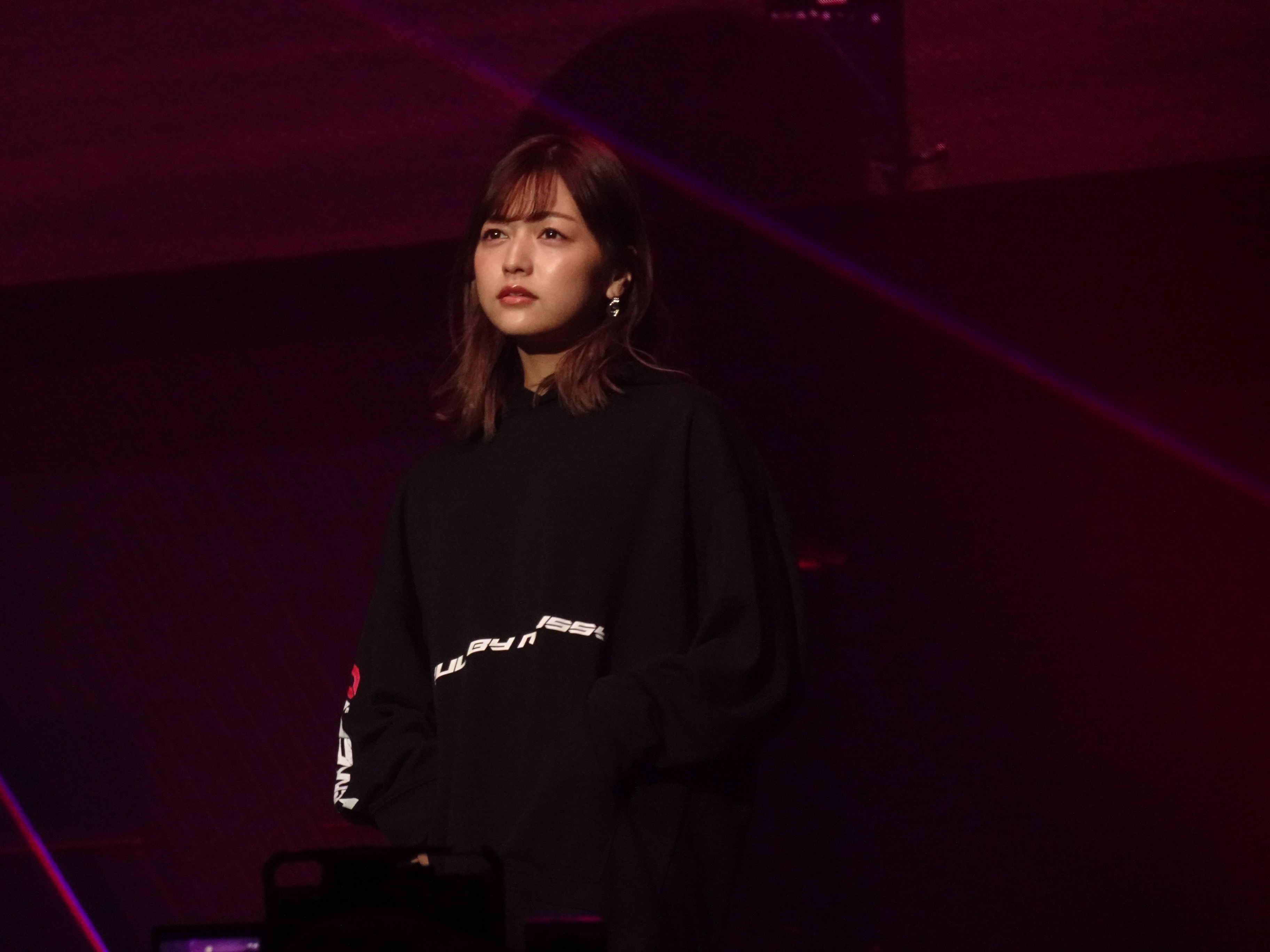
「TGS2023×AZUL BY MOUSSY Fashion Show」での中村歩加(2023年9月23日)

- JAPAN e-SPORTS AWARDS 2024、2025アフターパーティMC
- 「ダビマサーの宴」イベントMC[10]
- TGS2023×AZUL BY MOUSSY Fashion Show（東京ゲームショウ2023、2023年9月22日～2023年9月23日）[11]

## NGT48在籍時の参加曲

### シングル選抜楽曲
NGT48名義
- 「青春時計」に収録
  - 暗闇求む
  - 下の名で呼べたのは… - 「研究生」名義
- 「世界はどこまで青空なのか?」に収録
  - 僕の涙は流れない - 「SNS選抜」名義
  - ナニカガイル
  - ぎこちない通学電車 - 「ふるさとチーム」名義（加藤美南とWセンター）
- 春はどこから来るのか?
  - 反省ソーダ - 「新潟GENKI」名義
- 世界の人へ
  - Soft Serve - 「新潟SHOWROOM選抜」名義
  - カーテンの柄 - 「Team G」名義
- シャーベットピンク
- Awesome
  - ラーメンワンダーランド - 「NGT48 らーめん部」名義（センター）
- ポンコツな君が好きだ
  - 私が一番言いたかったこと

AKB48名義
- 「君はメロディー」に収録
  - Maxとき315号 - 「NGT48」名義
- 「翼はいらない」に収録
  - 君はどこにいる? - 「NGT48」名義
- 「シュートサイン」に収録
  - みどりと森の運動公園 - 「NGT48」名義
- 「#好きなんだ」に収録
  - プライベートサマー - 「SHOWROOM選抜」名義
- 「センチメンタルトレイン」に収録
  - ある日 ふいに… - 「フューチャーガールズ」名義
  - “好き”のたね - 「SHOWROOM選抜」名義

### アルバム選抜楽曲
- 『未完成の未来』に収録
  - しそうでしないキス
  - 昨日よりも今日 今日よりも明日